# 九峰寺
九峰寺，又称九峰禅林，位于中国福建省屏南县熙岭乡三峰村，明景泰元年（1450年）始建，清嘉庆二年（1797年）重建，后多次重修扩建。由门亭、前殿、魁星楼、大殿、后殿、观音阁等组成，建筑面积1087平方米。大殿面阔五间，进深五柱，穿斗抬梁混合式梁架，中部上覆藻井天花。
2009年11月16日公布为第七批福建省文物保护单位。